# Jean-Louis Bertucelli
Jean-Louis Bertucelli (ur. 3 czerwca 1942 w Paryżu, zm. 6 marca 2014 tamże) – francuski reżyser filmowy i scenarzysta.

## Wybrana filmografia
- Ramparts of Clay (1968)
- Doktor Francouse Gailland (Docteur Françoise Gailland) (1976)
- Może dzisiaj (Aujourd'hui peut-être...) (1991)